# Jorge Cooper
Jorge Cooper (Maceió, 7 de dezembro de 1911 – 28 de abril de 1991) foi um poeta alagoano, bancário e funcionário público federal.  
Filho de pai inglês e mãe alagoana de ascendência portuguesa, o poeta começou sua vida literária no final da Segunda Guerra Mundial.  
No campo da poesia, Cooper começou a escrever e apresentar suas produções a seus amigos, estes, porém, rejeitavam e desprezavam os textos do poeta, pois consideravam sua escrita sem valor poético por não contar com rimas, métrica e outros recursos poéticos valorizados pelos clássicos. A poesia de Cooper se realiza a partir das múltiplas fases da vida do poeta que se caracterizava pelas mudanças de seu espaço de moradia. Dessa forma, suas obras foram escritas nesse processo de transição geográfica. Achados, por exemplo, nasce em Maceió, entre 1945 e 1950, e contém 115 poemas enquanto Poesia sem idade é escrito no Rio de Janeiro durante os anos de 1950 e 1968, reunindo 134 poemas. Em Maceió Cooper escreve os 36 poemas do livro Linha sem traço, entre os anos de 1969 a 1976 enquanto em São Luís, entre os anos de 1977 e 1982, escreve Poemas, livro que reúne 40 poemas. Em Maceió, escreve Os últimos com 50 poemas, Os últimos II com 54 poemas, Os últimos III com 49 poemas e Os últimos IV com 29 poemas, entre os anos de 1982 a 1991. Seus poemas eram, também, caracterizados pela marca da brevidade, da ausência de pontuação e da escolha de palavras de uso cotidiano. Além disso, sua escrita é conduzida por temas que enfocam, principalmente, as memórias do poeta e o próprio exercício da poesia. Ademais, o que faz de Cooper um poeta de destaque é sua percepção da grandeza nas entrelinhas da singularidade apresentada em seus pontos de vista.  
Em 2011, a Imprensa Oficial do Governo de Alagoas lançou o livro Poesia Completa de Jorge Cooper, em que foram reunidos todos os poemas do autor em homenagem a seu centenário. Em 2013, sua vida e obra viraram filme, dirigido por Victor Guerra, e acabou por ganhar o Prêmio Guilherme Rogato, promovido pela Secretaria de Cultura de Maceió. 

## Biografia
Jorge Cooper nasceu na cidade de Maceió, capital alagoana, no dia 7 de dezembro de 1911. Ele era filho de um inglês naturalizado brasileiro e uma alagoana, e era o primogênito de cinco filhos da família, que tinha poucos recursos. Cooper fez os estudos básicos no Externato Santa Helena e no Grupo Escolar Fernandes Lima. Logo cedo ele começou a trabalhar como escriturário no Banco Norte do Brasil, e é nesse mesmo tempo que ele compra seus primeiros livros, que irão compor a sua primeira biblioteca. Dessa forma, com a sua independência financeira, veio a sua tão esperada e almejada liberdade. Em 1933, Jorge Cooper vai conhecer o Rio de Janeiro, então capital do Brasil, cheio de expectativas. Antes de embarcar em sua viagem, demite-se do Banco e com alguns trocados e um endereço de sua prima no bolso, ele segue seu curso.
O pai de Jorge morreu em setembro de 1944, vítima da gangrena e uma ameaça de tétano. Jorge Cooper se vê numa profunda tristeza com isso e, mais tarde, remoerá isso em seus poemas. Em 1945, Jorge Cooper começa a escrever suas primeiras poesias, porém são recebidas com desprezo pelos seus amigos, por ser desprovidas de rimas, métricas, e de contabilidade silábica perfeita.
Em 1949 casa-se com Stella, e no ano seguinte vai morar no Rio de Janeiro com ela. A sua experiência em jornais em Maceió fez com que Cooper prosperasse em sua carreira no Rio. Em 1957, nasce o seu único filho. Após 19 anos longe de Maceió, Jorge e Stella retornam à cidade. Além de Maceió, Cooper viveu no Rio de Janeiro e em São Luís, no Maranhão. Escreveu poemas sobre estas cidades enquanto morava nelas. O poeta começou sua vida literária no final da Segunda Guerra Mundial. Com a saúde bastante debilitada, o Jorge Cooper morreu no dia 28 de abril de 1991, meses antes de completar oitenta anos.
Em nenhuma das cidades que morou, Rio, Maceió ou São Luís do Maranhão, porém, Cooper consegue aderir aos grupos de poder e prestígio, provavelmente devido as suas posições políticas de esquerda, um comunista que faz vigorosas críticas ao Estado brasileiro e ao seu caráter patrimonialista, defende a necessidade da revolução e o fim da propriedade privada, como afirma e reafirma, em conversas com amigos e em entrevistas (COOPER, 2010). Assim, ausente dos grupos de poder e dos círculos literários de prestígio, só publicou em vida seleções de poemas, nenhum livro integralmente.

## Obras
- Achados e Poesia sem idade (1945 -1950);
- Linha sem traço;
- Noite nova: vigília (1991, obra póstuma organizada pelos poetas Sidney Wanderley e Fernando Sérgio Lyra);
- Poemas (Quando em São Luís) (1977-1982)
- Os últimos;
- Os últimos II;
- Os últimos III;
- Os últimos;
- O sonho pelo avesso (1986)
- A solidão que soma (1990)
- Poemas completos (publicado em 2010 reúne a obra completa do poeta alagoano).

## Críticas
- Dentre as muitas críticas feitas à obra de Jorge Cooper, a de Lêdo Ivo se destaca por ressaltar a valorização que Cooper dava a palavra ao mesmo tempo que, num gesto de rebeldia, escapava das formas rígidas e estruturais de escrever poesia. Nas palavras de Lêdo Ivo, a poesia de Cooper “proporciona a visita insólita a essa paragem de sombra em que o homem dispõe da palavra tornada canto para dizer que, mesmo na indiferença e no abandono, ele não está sozinho.” Considerado um “poeta para poetas”. Além disso, em 1953, Lêdo Ivo, apresentou a poesia de Cooper saudando-a e afiançando-o como promissor no cenário literário nacional.[5]
- Outro poeta que escreveu sobre a escrita de Jorge Cooper foi José Paulo Paes que disse: “pode-se ver, na circunstância de só agora ser dado ao leitor pesar na sua balança os quilates da lavra de Cooper, o melhor paradoxo da vida e da arte dele, que nisso coincidiram simetricamente.  O mesmo poeta que ao longo da vida não se empenhou em impor sua presença no palco do merchandising literário porque desdenhava ser ator de si mesmo, começa agora, com a maior discrição, a tornar-se um esquecido incomodamente inesquecível”..

## Publicações sobre Jorge Cooper
- Muito Além do Cartão Postal: A Cidade Rememorada na Poesia de Jorge Cooper - Susana Souto Silva, XV CONGRESSO INTERNACIONAL ABRALIC, 2017
- As trilhas da solidão na poesia de Jorge Cooper -Taís da Silva Lima, Faculdade de Letras, Programa de Pós Graduação em Letras e Linguística, Universidade Federal de Alagoas, 2018